# 加藤凌平
加藤凌平（かとう りょうへい；1993年9月9日—）是日本静冈县的一名体操选手，身高162厘米，在順天堂大学就读。
加藤凌平在2012年夏季奥林匹克运动会上以国家队的身份参加体操男子团体比赛。在2013年世界競技體操錦標賽上，獲得個人全能銀牌。

## 外部資料
- 日本体操協会 体操競技選手 - 加藤凌平（页面存档备份，存于）（日語）
- ロンドンオリンピック2012 - 加藤凌平（体操・体操競技）（页面存档备份，存于）（日語）
- 加藤凌平在国际体操联合会的相关介绍（英文）
- 加藤凌平的X（前Twitter）